# براندون بلوك
براندون بلوك (بالإنجليزية: Brandon Block)‏ هو دي جيه بريطاني، ولد في 26 نوفمبر 1967.

## روابط خارجية
- براندون بلوك على موقع IMDb (الإنجليزية)
- براندون بلوك على موقع ديسكوغز (الإنجليزية)